# Șatura, Nijîn
Șatura (în ucraineană Шатура) este o comună în raionul Nijîn, regiunea Cernihiv, Ucraina, formată numai din satul de reședință.

## Demografie
Componența lingvistică a comunei Șatura
     Ucraineană (99,03%)
     Alte limbi (0,97%)
Conform recensământului din 2001, majoritatea populației comunei Șatura era vorbitoare de ucraineană (99,03%), existând în minoritate și vorbitori de alte limbi.